# Virgen de la Humildad (Fray Angélico)
La Virgen de la Humildad es un  cuadro del pintor  florentino Fra Angelico pintado ya en plena madurez del artista entre el 1433 y 1435. Pertenece al Museo Thyssen-Bornemisza de Madrid pero se expone habitualmente en régimen de depósito en el MNAC de Barcelona.

## Procedencia
La primera referencia a esta pintura parece ser una mención de Giorgio Vasari: en 1568 aludió a un políptico perteneciente a la familia Gondi de Florencia, cuya tabla central podría ser esta Madonna.
A principios del siglo xix esta pintura pertenecía al príncipe Jorge de Inglaterra (luego Jorge IV), quien se la regaló a su hija Carlota. Ésta contrajo matrimonio con Leopoldo de Sajonia, futuro rey Leopoldo I de Bélgica, quien heredó el cuadro cuando ella falleció prematuramente en 1817. Luego el cuadro pasó al hijo de la pareja, Leopoldo II.
La obra de Fra Angelico pasó más tarde a la colección particular del banquero J. P. Morgan, Jr. de Nueva York. Fue adquirida por el I barón Thyssen-Bornemisza en 1935, pero a su muerte en 1947 la colección familiar se disgregó por repartos de herencia y esta obra pasó a manos de una hija del barón, abandonando Villa Favorita, la mansión de los Thyssen en Lugano. Por suerte, casi cuarenta años después regresó a la colección, al ser recomprada por el II barón Thyssen en 1986.
En 1988, al iniciarse las negociaciones entre el barón y el Gobierno español para la exhibición de la Colección Thyssen-Bornemisza en España, ambas partes consensuaron una selección de obras en la cual se incluyó el cuadro de Fra Angelico; que de hecho constaba en el llamado «core» (núcleo indivisible) de 451 piezas que el barón deseaba conservar unido. Con todo, la tabla de Fra Angelico fue elegida como pieza principal del depósito de 60 obras destinado al Monasterio de Pedralbes de Barcelona, que se mostró al público a partir de septiembre de 1993. Dos meses antes, el Gobierno y la familia Thyssen habían suscrito el acuerdo de compraventa que formalizaba la permanencia definitiva de la colección.
El cuadro de Fra Angelico se exhibió en Pedralbes hasta 2004, cuando fue trasladado al MNAC junto con el resto del depósito. En 2022 fue restaurado en los talleres del Museo Thyssen-Bornemisza en Madrid, y ya en diciembre del mismo año se presentó al público madrileño en un montaje temporal de un año de duración . Según lo previsto, la pintura regresó al MNAC barcelonés en diciembre de 2023. El proceso de análisis y restauración confirmó que la obra sufrió un percance en el rostro de la Virgen: en la década de 1950 fue dañada en la boca, donde se detecta un orificio con pérdida de la pintura y madera originales. Este desperfecto se reparó ya en aquella época y recientes indagaciones han desvelado que hubo de causarlo un balazo .

## Descripción
En la presente obra –una de las diversas variantes del motivo de la virgen de la humildad, dentro de la rica iconografía mariana–, María aparece sentada sobre un cojín en el suelo, con el Niño de pie en su regazo. La Virgen viste un manto azul con bordes dorados y una túnica roja. Sobre su cabeza ostenta una aureola con la siguiente inscripción:«AVE MARÍA GRATIA PLENA». En la mano derecha sostiene una jarra con una rosa y una azucena (tópicos en el simbolismo mariano), y con la izquierda sujeta al Niño en un delicado gesto de ternura precedente de la estética manierista.
El Niño viste una túnica rosa con un cinturón azul claro. Sobre su cabeza ostenta también una aureola. Está haciendo entrega a su madre de una azucena, símbolo que alude a la pureza. Tres ángeles sujetan un cortinaje dorado y decorado con cenefas negras a modo de baldaquino, mientras otros dos, se encuentran sentados a los pies de la Virgen y el Niño y tocan unos instrumentos musicales. Uno de ellos toca el órgano, mientras el otro toca el laúd. Fra Angelico utiliza el dorado profusamente en esta obra, que la dota de mayor carácter divino y nos muestra a una Virgen joven e inocente. Su rostro conserva todavía un cierto hieratismo propio de la tradición medieval. Las representaciones de las Vírgenes con Niño fueron muy frecuentes a partir del siglo XIII y han perdurado hasta el siglo XX.
De Fra Angelico existen cuatro obras en España: esta del MNAC, el gran retablo de La Anunciación del Prado, la Virgen de la granada proveniente de la Casa de Alba y adquirida por el Prado en 2016, y una pequeña tabla de predela (Funerales de san Antonio Abad) que el Prado recibió como donación a raíz de la adquisición anterior.